# Rugaleyrodes villiersi
Rugaleyrodes villiersi là một loài côn trùng cánh nửa trong họ Aleyrodidae, phân họ Aleyrodinae.
Rugaleyrodes villiersi được Cohic miêu tả khoa học đầu tiên năm 1968.